# Toomelah
Pour plus de détails, voir Fiche technique et Distribution.
Toomelah est un film australien réalisé par Ivan Sen et sorti en 2011.

## Fiche technique
- Titre : Toomelah
- Réalisation : Ivan Sen
- Scénario, photographie, musique et montage : Ivan Sen
- Son : Kevin Binge, Sam Hayward et Angus Robertson
- Production : Bunya Productions - Screen Australia - Screen New South Wales
- Pays de  production :  Australie
- Durée : 106 minutes
- Dates de sortie : 
  - France - 13 mai 2011
  - Australie - 24 novembre 2011[1]

## Distribution
- Daniel Connors : Daniel
- Christopher Edwards : Linden
- Michael Connors : Buster
- Dean Daley-Jones : Bruce
- Dorothy Cubby
- Alex Haines

## Distinctions

### Récompenses
- Prix de l'UNESCO :  Asia Pacific Screen Awards 2011
- Grand prix : Pacific Meridian Film Festival 2011
- Meilleur espoir (Daniel Connors) : Film Critics Circle of Australia Awards 2012

### Sélections
- Cinemanila International Film Festival 2011
- Sydney Film Festival 2011
- Festival de Cannes 2011 (section Un certain regard)[2]